# Phyllodromus
Phyllodromus es un género de ácaros perteneciente a la familia  Phytoseiidae.

## Especies
El género contiene las siguientes especies:
- Phyllodromus leiodis De Leon, 1959
- Phyllodromus trisetatus Moraes & Melo, 1997